# Mondion
Mondion là một xã, tọa lạc ở tỉnh Vienne trong vùng Nouvelle-Aquitaine, Pháp. Xã này có diện tích 8,91 km², dân số năm 2006 là 137 người. Xã nằm ở khu vực có độ cao từ 78–134 m trên mực nước biển. 

## Hành chính
| Danh sách các xã trưởng |               |                   |      |         |
| Giai đoạn               | Giai đoạn     | Tên               | Đảng | Tư cách |
| mars 2001               | réélu en 2008 | Jean-Louis Poyant |      |         |

## Biến động dân số
| Năm | 1962 | 1968 | 1975 | 1982 | 1990 | 1999 | 2006 |
| --- | ---- | ---- | ---- | ---- | ---- | ---- | ---- |
| Dân số | 178  | 142  | 124  | 123  | 132  | 149  | 137  |
| From the year 1962 on: No double counting—residents of multiple communes (e.g. students and military personnel) are counted only once. |      |      |      |      |      |      |      |